# NHK窪川ラジオ中継放送所
NHK窪川ラジオ中継放送所（エヌエイチケイくぼかわラジオちゅうけいほうそうしょ）は、高知県高岡郡四万十町の旧窪川町域に置かれているNHK高知放送局ラジオ第1放送の中継局である。

## 概要
- 当ラジオ中継放送所は、高岡郡四万十町大字大井野字鳩打田794番地に置かれ、旧窪川町域へ電波を発射している。
- なお、NHKラジオ第2放送とRKC高知放送ラジオは、周辺地域にある中継局からの電波を受信している。

## 中継局概要
| 放送局名         | 周波数  | 空中線電力 | 放送対象地域 | 放送区域内世帯数 | 開局日        |
| NHK高知ラジオ第1 | 1341kHz | 100W       | 高知県       | 約1万1100世帯    | 1997年3月26日 |

- アンテナ高は38.6m。